# Diagoriden
Die Familie des Diagoras von Rhodos war eine Sportlerfamilie des antiken Griechenlands.
Diagoras wurde bei den 79. Olympischen Spielen der Antike im Jahr 464 v. Chr. Sieger im Faustkampf. Zudem gewann er in allen anderen panhellenischen Spielen, so dass er sogar Periodonike wurde. Pindar widmete ihm seine 7. Olympische Ode. 
Diagoras’ Söhne Akusilaos und Damagetos wurden bei den 83. Olympischen Spielen 448 v. Chr. am selben Tag Olympiasieger, Akusilaos im Faustkampf, Damagetos im Pankration. Damagetos verteidigte damit seinen Titel, den er bereits in der vorhergehenden Olympiade 452 v. Chr. gewonnen hatte.
Der Sohn Dorieus war noch erfolgreicher. Dorieus von Rhodos gewann bei drei Olympischen Spielen 432 v. Chr., 428 v. Chr. und 424 v. Chr. im Pankration und war zudem dreimaliger Periodonike, bevor er später eine Karriere als Flottenkommandant startete. 395 v. Chr. wurde Dorieus hingerichtet, weil er für den Abfall seiner Heimatpolis Rhodos von Sparta verantwortlich gemacht wurde.
Eukles, der Sohn von Diagoras’ Tochter Kallipateira, wurde Sieger im Faustkampf bei den 94. Olympischen Spielen 404 v. Chr. Peisirodos, Sohn seiner anderen Tochter, gewann bei diesen Spielen ebenfalls, und zwar im Faustkampf der Knaben. Kallipateiras (verbotenes) Auftreten als Trainer ihres Sohnes und Neffen bei ebendiesen Spielen war der Grund, dass sich ab den nächsten Olympischen Spielen auch die Trainer nackt machen mussten.